# Tentamun (XXI dinastia)

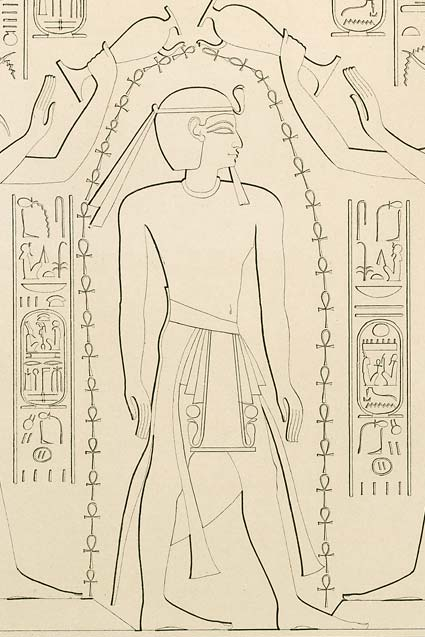
Dibuix de Karl Richard Lepsius que representa Ramsès XI, probablement el pare de Tentamun.

Tentamun (t3-n.t-ỉmn, "pertany a Amon") va ser una reina egípcia durant la XXI dinastia. És probable que fos filla de Ramsès XI, darrer governant de la dinastia XX. La seva mare podria haver estat una altra Tentamun, mare també de l'altra filla de Ramsès i futura reina, Duathathor-Henttaui.
Apareix esmentada a la Història d'Unamon juntament amb un Nesubanebded que resideix a Tanis. Tots dos hi apareixen descrits com a "organitzadors de la terra". D'això es dedueix que era l'esposa del rei Esdmendes, el primer rei de la dinastia XXI, ja que Nesubanebded era el seu nom egipci.